# Cantatorium
 (décembre 2010).

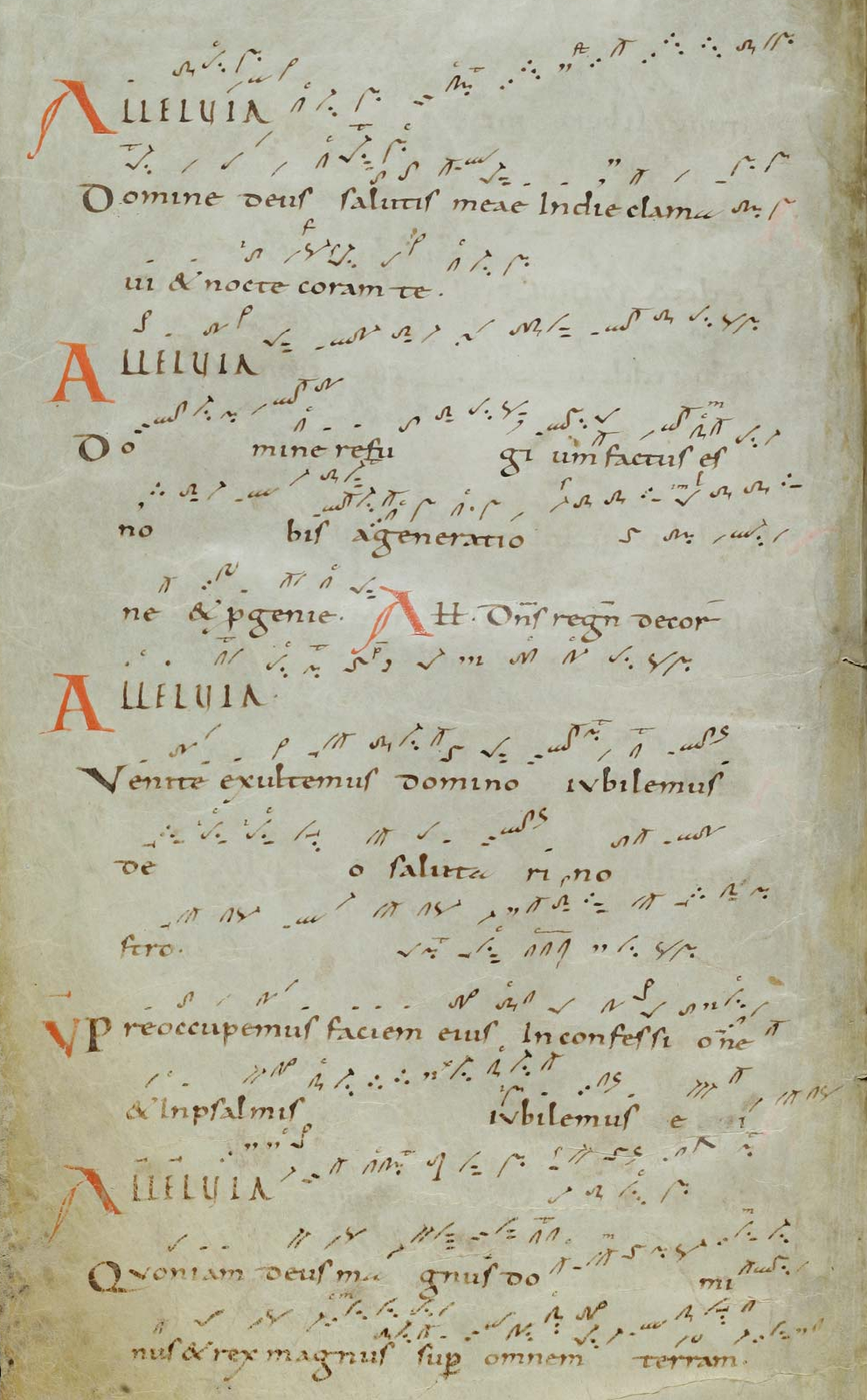
Cantatorium de Saint-Gall Cod. Sang. 359 Alleluia

Le Cantatorium était un recueil des chants de la Messe et des pièces réservées au soliste lors de la liturgie de la Parole avec repons simples de l'assemblée :  répons-graduel, alleluia ou trait ou canticum : la lecture de l'épître terminée, faite par le sous-diacre le « chantre montait à l'ambon avec le cantatorium, insigne de sa dignité  » et chantait le répons-graduel. La couverture était richement décorée, par exemple avec de l'ivoire. Lorsque l'antiphonaire devint le livre officiel de l'Église romaine [Quand ?], il intégra le cantatorium, qui disparut, inclus dans l'antiphonaire ou supplanté par le missel.  
- Cantatorium de Corvey
- Cantatorium de Saint-Gall  (vers 922 - 926)[2] [lire en ligne]
- Cantatorium de  l'église de Strasbourg[3]

Homonymie :  Les  Chroniques de l'Abbaye de Saint-Hubert dite Cantatorium